# Барлоу, Питер
Питер Барлоу (англ. Peter Barlow, 13 октября 1776 — 1 марта 1862) — английский физик и математик.

## Биография
Питер Барлоу родился в городе Норидже. В 1801 году в возрасте двадцати пяти лет он был назначен преподавателем математики в Королевском военном училище в Вулидже (юго-восточный Лондон). На этом посту Барлоу работал до 1847 года. В 1823 он стал членом Королевского общества и двумя годами позже получил медаль Копли. Барлоу уделял много внимания паровозостроению и заседал в железнодорожных комиссиях в 1836, 1839, 1842 и 1845. Он также провел несколько расследований для вновь образованной Железнодорожной инспекции в начале 1840 гг.
Его сыновья Питер Уильям Барлоу и Уильям Генри Барлоу стали выдающимися инженерами-строителями XIX века.
Барлоу получил много наград от британских и зарубежных научных сообществ. Его основные работы:
- «Элементарные исследования по теории чисел» (1811)
- «Новый математический и философский словарь» (1814)
- «Очерк о магнитном притяжении» (1820)

Исследования Барлоу в области магнетизма привели к важному для практики открытию методов исправления или компенсации ошибок (девиации) судового компаса. Помимо составления многочисленных полезных таблиц, он внёс большой вклад в составление «Encyclopaedia Metropolitana».
Питер Барлоу также создал несколько работ по теории прочности материалов, включая «Очерк о прочности и напряжениях в дереве» (1817) и «Монографию о сопротивлении материалов». Шестое издание (1867) первой из этих работ было подготовлено сыновьями Барлоу после его смерти и содержит биографию их отца.
Также известен работами по электромагнетизму (Колесо Барлоу, или «Барлово колесо»), устройству ахроматических телескопов (Линза Барлоу).

## Изобретения
- Закон Барлоу
- Формула Барлоу
- Линза Барлоу
- Униполярный электродвигатель (Колесо Барлоу)